# وزارة القلم (تونس)
وزارة القلم (بالفرنسية: Ministère de la Plume)‏ هي إدارة تونسية قديمة أثناء نظام الباي والعهد العثماني، وأنشأت في 1860 حتى إلغائها في 1957 مع إلغاء النظام الملكي بعد الاستقلال.

## ما قبل وزارة القلم
وزارة القلم على رأسها وزير القلم، ولكن قبله كان يوجد كبير الكتاب أو باش كاتب أو باشكاتب وهو يعمل في بلاط باي تونس. أعماله كانت تضم ديوان الإنشاء، الذي كان يضم العديد من الكتاب والمحررين في اللغة العربية، ولكن كذلك في اللغة التركية (لأن تونس رسميا هي ولاية عثمانية) وكذلك العديد من اللغات القنصلية مثل الفرنسية والإيطالية. هذه الإدارة كانت توجد دائما في دار الباي، وهو قصر البايات في مدينة تونس العتيقة. رئيسها مكلف بكتابة وتحرير القوانين والأمور بإمضاء الباي الحاكم أو حارس الأختام التابع له والذي يسمى صاحب الطابع. إلى جانب ذلك، هو مكلف بربط المراسلات بين الباي والإدارات، مثل المجلس الشرعي أو ديوان مدينة تونس والقيادة العسكرية العثمانية. إضافة إلى ذلك، هو مكلف بإيصال القرارات العليا للباي والأوامر الصادرة إلى مختلف جهات وأماكن الإيالة التونسية العثمانية.

## التأسيس
بعد وفاة آخر باش كاتب ، وهو منصب يتقلده أفراد عائلة الأصرم منذ عقود، قام الباي محمد الصادق باي في 1860 بتعيين محمد العزيز بوعتور ككبير كتاب، وهو كاتب ومحرر شاب، كان بارزا في البلاط، وخاصة لدى الرجل القوى في النظام، الوزير الأكبر مصطفى خزندار. بعد أشهر من ذلك، وعند تأسيس أول حكومة تونسية معاصرة، تم إنشاء وزارة القلم، أين كان بوعتور أول وزير لها.

## المهام والمسؤوليات
تحت الحماية الفرنسية في تونس، تم إعادة تنظيم الوزارة، لتصبح تتلون في نفس الوقت من إدارة الكتاب والمحررين، والإدارة المركزية للقائدين والداخل، وشيئا فشيئا أصبحت تشبه وزارة الداخلية. إسمها غير ليصبح وزارة الداخلية في الحكومة الثانية لمحمد شنيق في 1952، تحت حكم محمد الأمين باي. آخر من تحمل هذا المنصب هو محمود الماطري وذلك تحت اسم كاتب دولة مكلف بالداخل (أو الداخلية). تم إلغاء الوزارة في 1957، وذلك بعد إعلان الجمهورية وإلغاء الملكية، سنة بعد الاستقلال عن فرنسا.

## الوزراء
| الصورة | الاسم               | الوزير الأكبر                                                                                          | الحكومة            | بداية العهدة | نهاية العهدة |
| ------ | ------------------- | --- | ------------------ | ------------ | ------------ |
|        | محمد العزيز بوعتور  | مصطفى خزندار خير الدين التونسي محمد خزندار (المدة الأولى) مصطفى بن إسماعيل محمد خزندار (المدة الثانية) |                    | 1864         | 1882         |
|        | محمد الجلولي        | محمد العزيز بوعتور                                                                                     |                    | 1882         | 1907         |
|        | يوسف جعيط           | محمد الجلولي                                                                                           |                    | 1907         | 1908         |
|        | محمد الطيب الجلولي  | يوسف جعيط                                                                                              |                    | 1908         | 1914         |
|        | مصطفى الدنقزلي      | يوسف جعيط محمد الطيب الجلولي                                                                           |                    | 1914         | 1922         |
|        | خليل بوحاجب         | مصطفى الدنقزلي                                                                                         |                    | 1922         | 1926         |
|        | الهادي الأخوة       | خليل بوحاجب                                                                                            | بوحاجب             | 1926         | 1932         |
|        | يونس حجوج           | الهادي الأخوة                                                                                          | الأخوة             | 1932         | 1935         |
|        | علي السقاط          | الهادي الأخوة                                                                                          | الأخوة             | 1935         | 1935         |
|        | عبد الجليل الزاوش   | الهادي الأخوة                                                                                          | الأخوة             | 1935         | 1936         |
|        | أحمد بن رايس        | الهادي الأخوة                                                                                          | الأخوة             | 1936         | 1941         |
|        | الحبيب الجلولي      | الهادي الأخوة محمد شنيق                                                                                | الأخوة شنيق الأولى | 1941         | 1943         |
|        | حسن حسني عبد الوهاب | صلاح الدين البكوش                                                                                      | البكوش الأولى      | 1943         | 1947         |